# Kanjani8
Kanjani-8 (関ジャニ∞) är en japansk idolgrupp som står under ledning av Johnny's Jimusho.
Bandet består av sju medlemmar som alla kommer från Kansai-området i Japan:
Yokoyama You, Murakami Shingo, Maruyama Ryuhei, Yasuda Shota och Ohkura Tadayoshi.

## Medlemmar
Kanjani-8 ("Kan" från Kansai och "Jani" står för Johnny) skapades år 2002 i december.
De gjorde sin CD-debut 25 juni 2005 i Kansai-området, medan lanseringen för hela Japan skedde 22 september 2005. I början var Kanjani8 åtta personer - men Uchi Hiroki, Shibutani Subaru och Nishikido Ryo hoppade av bandet.

## Musikstil
Deras musik försöker verkligen visa att de kommer från Kansai (de flesta av medlemmarna är födda i Osaka). I sina tidiga år är de inspirerade av enka (japansk folkmusik) och dansar ofta i yukata eller kimono. Nu sperar de så många olika typer av låtar och genrer. De spelar musikinstrument också. (Shibutani Subaru, Nishikido Ryo, Yasuda Shota - Gitarr, Maruyama Ryuhei - Bas, Murakami Shingo - Piano, Ohkura Tadayoshi - Trummor, Yokoyama You - Slagverk)

## Radio- och TV-program
Kanjani-8 har ett känt radioprogram som kallas Rekomen (Murakami Shingo och Maruyama Ryuhei, tidigare Yokoyama You). Shibutani Subaru och Ohkura Tadayoshi har även egna radioprogram. De leder även många TV-program som Janiben och Shiwake8.

## Subgrupper
Kanjani-8 har många subgrupper.
I 3 Kyoudai ("3 Bröder") ingår Shibutani Subaru, Yasuda Shota och Yokoyama Yu. De släppte sin första singel i samband med deras första fullängdsalbum F-T-O Funky Town Osaka, som innehöll låtarna Purin och Onigishi. Shibutani Subaru står för sången, Yasuda Shota för gitarrspelet och Yokoyama Yu pratar.
Kanjimi3 inkluderar Yasuda Shota, Ohkura Tadayoshi och Maruyama Ryuhei.
Shibutani Subaru har även ett eget band och är den starkaste vokalisten i Kanjani-8. Kanjimmi3 kallas subgruppen som innehåller Maruyama Ryuhei, Yasuda Shota och Ohkura Tadayoshi.

## Album
- Kansha ni Eight (2004-12-15, minialbum)
- KJ1 F-T-O - Funky Town Osaka (2006-03-15)
- KJ2 Zukkoke Dai Dasso (2007-06-06)
- PUZZLE (2009-04-15)
- 8Uppers (2010-10-20)
- FIGHT (2011-11-16)
- 8EST (2012-10-17, samlingsskiva)
- JUKE BOX (2013-10-16)
- Kanjanism (2014-11-05)
- Kanjani no genki ga deru CD!! (2015-11-11)
- Jam (2017-6-28)
- 8BEAT (2021-11-17)
- SUPER EIGHT (2024-7-31)

### DVD
- Excite!! (2005-03-29)
- Spirits!! (2005-11-23)
- Heat Up! (2006-09-06)
- 47 (2007-12-12)
- Kanjani∞ TOUR 2∞9 PUZZLE (2009-09-23)
- COUNTDOWN LIVE 2009-2010 in Kyocera Dome Osaka (2010-03-31)
- KANJANI∞ LIVE TOUR 2010→2011 8UPPERS (2011-04-13)
- KANJANI∞ 5 DOMES TOUR EIGHT×EIGHTER (2012-03-21)
- KANJANI∞ LIVE TOUR!! 8EST (2013-03-13)
- KANJANI∞ LIVE TOUR JUKE BOX (2014-04-30)